# Paraschistura kermanensis
Paraschistura kermanensis is een straalvinnige vissensoort uit de familie van de bermpjes (Nemacheilidae). De wetenschappelijke naam van de soort werd voor het eerst geldig gepubliceerd in 2019 door Sayyadzadeh, Teimori & Esmaeili.